# Episodi di Salem (seconda stagione)
La seconda stagione della serie televisiva Salem è stata trasmessa negli Stati Uniti in prima visione dall'emittente televisiva via cavo WGN America dal 5 aprile al 28 giugno 2015.
In Italia, la stagione è andata in onda sul canale satellitare Fox dal 21 settembre al 23 novembre 2015.
| nº | Titolo originale       | Titolo italiano                 | Prima TV USA   | Prima TV Italia   |
| -- | ---------------------- | ------------------------------- | -------------- | ----------------- |
| 1  | Cry Havoc              | Allarme                         | 5 aprile 2015  | 21 settembre 2015 |
| 2  | Blood Kiss             | Bacio di sangue                 | 12 aprile 2015 | 21 settembre 2015 |
| 3  | From Within            | Dall'interno                    | 19 aprile 2015 | 28 settembre 2015 |
| 4  | Book of Shadows        | Il libro delle Ombre            | 26 aprile 2015 | 28 settembre 2015 |
| 5  | The Wine Dark Sea      | Minaccia dal mare               | 3 maggio 2015  | 5 ottobre 2015    |
| 6  | Ill Met By Midnight    | Come si accende un amore        | 10 maggio 2015 | 5 ottobre 2015    |
| 7  | The Beckoning Fair One | Bella di notte                  | 17 maggio 2015 | 12 ottobre 2015   |
| 8  | Dead Birds             | Caduti dal cielo                | 24 maggio 2015 | 19 ottobre 2015   |
| 9  | Wages of Sin           | Il compenso del peccato         | 31 maggio 2015 | 26 ottobre 2015   |
| 10 | Til Death Do Us Part   | Finché morte non ci separi      | 7 giugno 2015  | 2 novembre 2015   |
| 11 | On Earth as in Hell    | Come all'inferno, così in Terra | 14 giugno 2015 | 9 novembre 2015   |
| 12 | Midnight Never Come    | Che non giunga la mezzanotte    | 21 giugno 2015 | 16 novembre 2015  |
| 13 | The Witching Hour      | L'ora delle streghe             | 28 giugno 2015 | 23 novembre 2015  |